# OutfestPerú
OutfestPerú (oficialmente Festival Internacional de Cine Gay Lésbico Trans de Lima) es un festival internacional de cine LGBTIQ+ celebrado desde 2004 en Perú. Las películas se exhiben durante el mes de junio e inicios de julio, coincidiendo con las celebraciones del Día Internacional del Orgullo LGBT. Su objetivo es visibilizar, sensibilizar y educar al público espectador acerca de la diversidad social y cultural de Perú y la problemática del colectivo LGTBIQ+ a través del cine.
Se exhiben largometrajes de ficción y documentales, y cortometrajes. Se entregan premios en tres categorías: Mejor largometraje, Mejor cortometraje y Mejor interpretación.

## Historia
El OutfestPerú se inicia como una serie de actividades tituladas «Encuentros con el Arte», que se desarrollaron entre 1999 y 2007.
Desde sus inicios en 2004, el festival se lleva a cabo en diversos espacios culturales de Lima, como el Centro Cultural de España, el Lugar de la Memoria, el Museo de Arte de Lima, la Universidad de Lima y la Escuela de Bellas Artes. Además la organización realiza una muestra itinerante por otras ciudades del país.
Desde 2011 se inauguró el «Outfest Iquitos», un festival relacionado que se celebra en el mes de septiembre haciéndolo coincidir con la Semana turística de Iquitos. Este evento es promovido por el Ministerio de Cultura, la Municipalidad Provincial de Maynas y la Embajada de España.
Miss Major Griffin-Gracy fue la invitada de honor en la muestra de 2016, durante la cual presentó un documental sobre su vida.
En 2017 el país invitado de la XIV edición del festival fue Chile. Se contó con la presencia de Sebastian Inostroza, director del Amor Festival, como miembro del jurado y de la participación de Mauricio López director de La visita.
Durante la XVI edición en 2019 el invitado de honor del festival fue el cineasta Bruce LaBruce. Asimismo, se rindió un homenaje a Manolo Forno, donde fue nombrado Ícono de la comunidad LGTBIQ+.
En 2020, debido a la pandemia de COVID-19, el festival tuvo que celebrarse de manera virtual, con pases online de películas, talleres y conversatorios. Así mismo, desde esta edición, el OutfestPerú integra la Red de Festivales de Cine del Perú (REDFESTPER).

## Palmarés
| Año  | Mejor largometraje | Mejor largometraje | Mejor cortometraje | Mejor cortometraje | Mejor cortometraje | Mejor cortometraje | Mejor cortometraje     | Mejor interpretación    | Ref.   |
| Año  | Mejor largometraje | Mejor largometraje | Nacional           | Nacional           | Internacional      | Internacional      | Mención extraordinaria | Mejor interpretación    | Ref.   |
| Año  | Ganador            | Mención honrosa    | Ganador            | Mención honrosa    | Ganador            | Mención honrosa    | Mención extraordinaria | Mejor interpretación    | Ref.   |
| ---- | ------------------ | ------------------ | ------------------ | ------------------ | ------------------ | ------------------ | ---------------------- | ----------------------- | ------ |
| 2020 | Un viaje en taxi   | Lemebel            | Casarnos           | Persona            | Lolo               | Dario              | Jess                   | Valeria Ochoa (Mapacho) | [ 6 ]  |
| 2017 | Disco limbo        |                    |                    |                    |                    |                    |                        |                         | [ 11 ] |